# Communauté électrique du Bénin

La Communauté Électrique du Bénin (CEB) est une organisation internationale créée en 1968 et co-détenue par les gouvernements du Bénin et du Togo. Elle est chargée du développement des infrastructures électriques dans les deux pays, qui dépendent fortement des importations d'énergie du Ghana.

## Histoire
La CEB est créée le 27 juillet 1968 dans le but de permettre au Bénin et au Togo de satisfaire leurs besoins en électricité de manière coordonnée. L'organisation célèbre son jubilé d'or en 2018, marquant ainsi les 50 ans d'activité dans le secteur énergétique ouest-africain.
Au cours de ses décennies d'existence, la CEB joue un rôle crucial dans l'approvisionnement énergétique des deux pays. Cependant, à partir du 1er janvier 2019, chacun des deux États commence à assurer directement l'importation de ses besoins en énergie, marquant le début d'une période de restructuration pour l'organisation.

## Infrastructure et projets

### Barrage de Nangbéto
Le principal actif de la CEB est le barrage de Nangbéto, situé sur le fleuve Mono au Togo. Cette installation hydroélectrique a une capacité installée de 65,6 mégawatts et est mise en service en juin 1987. La Banque mondiale et la Banque africaine de développement financent le projet pour un coût de 98,22 millions de dollars américains.
Le barrage a pour objectifs principaux la régularisation partielle du cours du fleuve Mono, dont les crues créent souvent des dommages importants dans les régions d'Athiémé au Bénin et de Yoto au Togo, ainsi que la production d'énergie électrique pour une moyenne de 150 GWh par an.

### Centre de Formation Professionnelle et de Perfectionnement
La CEB dispose d'un Centre de Formation Professionnelle et de Perfectionnement (CFPP) créé en 1968 et situé dans la commune d'Abomey-Calavi, à une vingtaine de kilomètres au nord-est de Cotonou, en république du Bénin. Ce centre, édifié sur un domaine de 11 hectares, est dédié à la formation du personnel technique du secteur électrique.

## Clients et partenaires
La CEB dessert trois principaux clients :
- La Société béninoise d'énergie électrique (SBEE) au Bénin
- Autorité de régulation de l'électricité (Bénin)
- Société nouvelle des phosphates du Togo

C'est le Ghana qui génère la plupart de l'énergie consommée par le Bénin et le Togo, ce qui rend ces deux pays fortement dépendants des importations énergétiques.

## Évolution récente et restructuration
Depuis 2019, la CEB traverse une période de restructuration majeure. Les limites de l'organisation, devenues apparentes au cours des dernières années, conduisent les deux États à modifier les modalités de gestion de leur électricité. Cette restructuration s'inscrit dans un processus plus large de réforme du secteur énergétique dans les deux pays.
En 2024, la Haute Autorité de la CEB continue ses activités avec des réunions régulières pour superviser la transition et les opérations en cours.

## Financement international
La CEB bénéficie du soutien de plusieurs institutions financières internationales, notamment :
- La Banque africaine de développement (BAD)
- La Banque mondiale
- Le Fonds de l'OPEP pour le développement international

Ces institutions financent divers projets d'infrastructure énergétique, y compris le barrage de Nangbéto et d'autres initiatives de développement du secteur électrique.